# Fontane (Villorba)
Fontane è una frazione del comune di Villorba, in provincia di Treviso.

## Geografia fisica
L'abitato attuale era chiamato un tempo Borgo di Fontane, mentre quello contiguo di Fontane Chiesa Vecchia era la Fontane originaria. Le due località si estendono all'estremità meridionale del comune, adiacenti a quelle di Sant'Artemio e Santa Maria del Rovere di Treviso. Il territorio, pianeggiante, è attraversato da diversi corsi d'acqua alimentati dalle numerose risorgive dei dintorni: a ovest scorre il torrente Giavera, che qui si getta nel Pegorile, mentre a est passa la Piavesella di Nervesa con il canale di Fontane, suo affluente di destra.

## Storia
Nota anticamente come Giustignago o Lago di Giustina, il toponimo attuale testimonia la notevole presenza di risorgive.
Un primo nucleo abitato doveva esistere già nel XII secolo, quando viene citata una chiesa intitolata a Santa Maria di Fontane.
L'economia del paese si resse sin dal XIII secolo sulla presenza di mulini, cartiere e opifici azionati dai numerosi corsi d'acqua. Dal XVI secolo assunsero invece importanza le coltivazioni di canapa e lino.
Fu comune autonomo in epoca napoleonica.

## Monumenti e luoghi d'interesse

### Architetture religiose

#### Chiesa vecchia

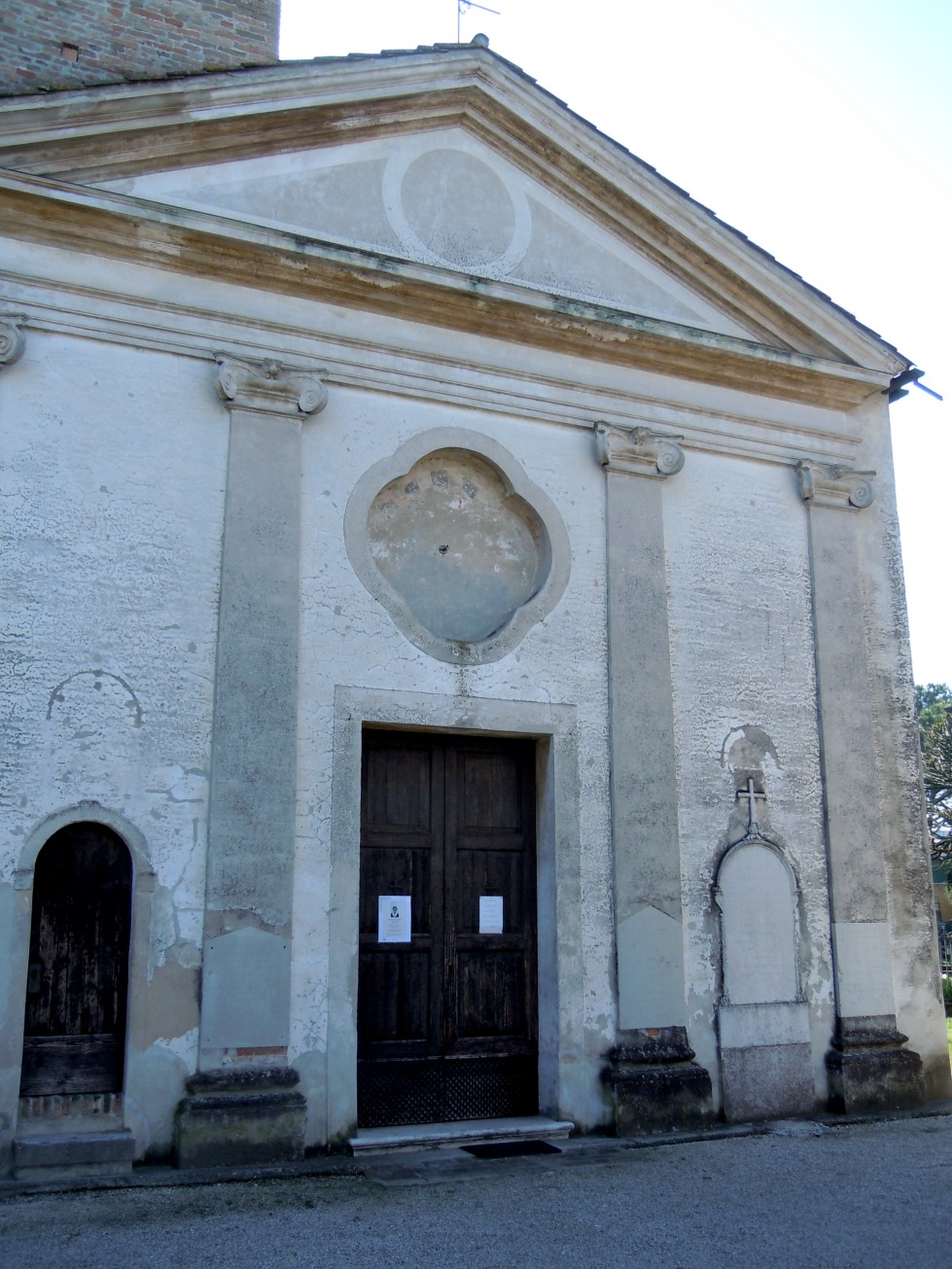
Facciata della chiesa vecchia

Si trova nell'abitato più a sud, chiamato appunto Fontane Chiesa Vecchia, e rappresentò il principale luogo di culto sino al 1922, anno in cui fu ultimata l'attuale parrocchiale (di cui oggi è succursale).
Di questo edificio si hanno notizie sin dal 1093. A lungo dipendente dal Battistero di San Giovanni Battista del Duomo di Treviso, divenne parrocchiale nel 1568.
L'attuale costruzione fu iniziata sul finire del XVI secolo, per essere consacrata nel 1601. Nel 1818 venne ampliato il presbiterio. Ha svolto le funzioni di parrocchiale sino al 1922, quando fu sostituita dalla nuova chiesa; da allora ha attraversato un certo abbandono sino alla ristrutturazione degli anni 1980 durante la quale vennero alla luce due resti di affresco risalenti al Tre-Quattrocento.
Presenta una facciata a capanna tripartita da lesene di ordine ionico, con il portale sovrastato da un rosone murato. Completa la facciata, poggiando su uno spesso architrave, il frontone. L'edificio conserva parti della chiesa precedente, in particolare il campanile romanico del XIII secolo.
L'interno custodisce varie opere di pregio: il pulpito policromo in legno (XVIII secolo), due formelle in terracotta presso l'altare maggiore, due statue lignee dei santi Pietro e Paolo, una statua in legno dipinto della Madonna (XVIII secolo). Gli arredi più preziosi sono stati trasferiti nella nuova parrocchiale.

#### Chiesa nuova
È un edificio costruito nella prima metà del Novecento in stile neo rinascimentale su progetto di Silvestro Lazzari. Consacrata il 30 agosto 1913, porta il titolo della Natività della Beata Vergine Immacolata e di Santa Giustina Vergine e Martire.
La facciata a capanna in laterizio è tripartita da colonne e lesene di ordine corinzio e terminata in alto da un timpano dentellato; unica apertura è un portale a tutto sesto. Una piccola cupola sovrasta la parte absidale.
L'interno, molto luminoso, è a navata unica e presenta diversi affreschi realizzati tra il 1926 e il 1928 dal pittore fiorentino Giulio Bargellini. Svetta sul fianco destro della chiesa un alto campanile, costruito nel 1946.

### Ville venete
Sul territorio di Fontane, l'IRVV segnala la presenza di due strutture di villa veneta.

#### Villa Farsetti Zorzi Veronese Felissent
Affacciata sulla SS 13 e circondata da aree di intenso traffico e alta densità edilizia, Villa Farsetti è tuttavia inserita in un parco di buone dimensioni.
Si compone di più parti, tra le quali spicca centralmente il corpo principale, alto tre piani. La facciata attuale, dovuta a un restauro settecentesco, rivolta ad est, sostituisce l'originale secentesco che guardava a sud; si mostra con la parte centrale rialzata e terminata da timpano.
Curioso elemento distintivo è una torretta che spunta sulla sommità, risalente a un'epoca successiva a quella della prima edificazione.
Al corpo principale si affiancano, a sé stanti, due barchesse, ad una delle quali è annesso un vecchio oratorio, la cui facciata in stile neogotico è un rifacimento.

#### Villa Corner Felissent
Edificio risalente al XVIII secolo, Villa Corner è stata commissionata dalla famiglia Cornaro forse ad Andrea Zorzi, al quale è stata attribuita.
Disposta su tre piani divisi da cornici marcapiano, Villa Corner si sviluppa in lunghezza lungo la strada su cui si affaccia. La facciata, aperta da un gran numero di monofore rettangolari, è al centro sovrastata da un timpano. Degna di nota, al piano nobile, la tripla apertura centrale con balconcino.
Nelle sale interne si custodivano affreschi preziosi del Tiepolo, andati perduti nel primo Novecento, come gran parte degli originali assetti e decorazioni interni.

### Vècio morèr
Nel borgo di Chiesa nuova, fino a metà Novecento a carattere rurale, sorge un gelso secolare documentato fino dal primo Settecento, detto nel dialetto locale vècio morèr (vecchio gelso). Attualmente integrato in un contesto di forte urbanizzazione, è un antico tratto sopravvivente del paesaggio storico del paese.